# أقصى عقوبة (فلم)
أقصى عقوبة (بالإنجليزية: Maximum Conviction) هو فيلم حركة ومغامرة وإثارة تم إنتاجه في الولايات المتحدة وصدر سنة 2012 بطولة ستون كولد ستيف أوستن وستيفن سيغال.

## القصة
«كروس» و«مانينج» عليهما الآن التعاون فيما بينهم من أجل الخروج من مشكلة مدمرة متعلقة بعملهما وإلا ربما تكون حياتهما هي الثمن.

## وصلات خارجية
- مقالات تستعمل روابط فنية بلا صلة مع ويكي بيانات

]